# Похвальный (Брянская область)
Похвальный — посёлок в Жуковском районе Брянской области, в составе Троснянского сельского поселения. 
 Расположен в 4 км к западу от посёлка Тросна. Население — 40 человек (2010).

## История
Возник в начале XX века как хутор.
В 1964 году к посёлку присоединён посёлок Ядровский.
| Годы      | 1926 | 1979 | 1989 | 2002 | 2010 |
| --------- | ---- | ---- | ---- | ---- | ---- |
| Население | 118  | 140  | 66   | 45   | 40   |